# Abu Ghuraib
Abu Ghuraib (arabisch أبو غريب Abū Ghuraib, DMG Abū Ġurayb, lokal Abū Ghraib oder Abū Ghrēb; manchmal auch Abu Gharaib oder Abu Ghreib geschrieben) ist eine irakische Stadt, die westlich an Bagdad grenzt und zur Provinz Bagdad gehört. Die Einwohnerzahl liegt zwischen 750.000 und 1,5 Millionen Menschen.
Die Stadt liegt nordnordwestlich des internationalen Flughafens von Bagdad auf der Höhe des alten Stadtzentrums an der alten Straße nach Jordanien.
Das berüchtigte Abu-Ghuraib-Gefängnis machte die Stadt schon zu Zeiten Saddam Husseins bekannt. Im Jahre 2004 erregte der Folterskandal im nun von der US-amerikanischen Armee geführten Gefängnis internationales Aufsehen.